# Microchirita caerulea
Microchirita caerulea là một loài thực vật có hoa trong họ Tai voi (Gesneriaceae). Loài này được Robert Brown mô tả khoa học đầu tiên năm 1840 dưới danh pháp Chirita caerulea.